# 銀波郡
銀波郡（ウンパぐん）は、朝鮮民主主義人民共和国黄海北道に属する郡。

## 地理
黄海北道の北西部に位置し、西に黄海南道と境界を接する。
隣接する行政区画は以下の通り。
- 北東 - 鳳山郡
- 南東 - 麟山郡
- 南西 - 新院郡（黄海南道）
- 北西 - 載寧郡（黄海南道）

郡の西部に載寧江、中央部に銀波川が流れる。西南部には灌漑用貯水池としては北朝鮮最大の銀波湖がある。

## 歴史
日本統治時代以前は、おもに黄海道鳳山郡の一部であった。
1952年12月に行われた北朝鮮の行政区画再編により、鳳山郡の西鐘面・楚臥面・徳在面・双山面・岐川面の全域と、霊泉面・文井面の各一部、載寧郡三江面・銀龍面の各一部が編入され、銀波郡（1邑20里）が新設された。郡の中心である銀波邑は、旧楚臥面の銀波里を中心とする地区にあたる。

### 年表
この節の出典
- 1952年12月 - 郡面里統廃合により、黄海道鳳山郡西鍾面・楚臥面・徳在面・双山面・岐川面および霊泉面・文井面の各一部、載寧郡三江面・銀龍面の各一部地域をもって、銀波郡を設置。銀波郡に以下の邑・里が成立。(1邑19里)
  - 銀波邑・妙松里・礼老里・大閑里・温寨里・養洞里・亀岩里・柳亭里・大青里・楚邱里・新徳里・玉峴里・銭山里・葛峴里・宮垈里・岐山里・青龍里・赤城里・墨川里・金大里
- 1953年12月 (1邑19里)
  - 妙松里の一部が沙里院市上下里に編入。
  - 妙松里の一部が鳳山郡万金里・九龍里の各一部と合併し、沙里院市九龍里となる。
  - 妙松里の一部が鳳山郡万金里・九龍里の各一部と合併し、沙里院市広成里となる。
  - 新院郡新村里の一部が葛峴里に編入。
  - 新院郡雲陽里の一部が岐山里に編入。
- 1954年10月 - 黄海道の分割により、黄海北道銀波郡となる。(1邑20里)
  - 黄海南道新院郡新村里・雲陽里の各一部が合併し、新村里が発足。
  - 新徳里・岐山里の各一部が黄海南道載寧郡鳳梧里の一部と合併し、亀蓮里が発足。
  - 養洞里の一部が黄海南道載寧郡龍橋里に編入。
  - 黄海南道載寧郡龍橋里の一部が柳亭里に編入。
  - 銀波邑・楚邱里の各一部が大青里に編入。
  - 大青里の一部が楚邱里に編入。
  - 楚邱里の一部が銀波邑に編入。
  - 新徳里の残部が黄海南道新院郡雲陽里の一部と合併し、黄海南道載寧郡新徳里となる。
- 1958年 - 妙松里の一部が礼老里に編入。(1邑20里)
- 1962年 (1邑20里)
  - 楚邱里・大青里・柳亭里の各一部が銀波邑に編入。
  - 銀波邑の一部が養洞里に編入。
- 1967年 (1邑18里)
  - 温寨里・大閑里が合併し、江安里が発足。
  - 亀岩里および妙松里の一部が大青里に編入。
- 1972年 - 宮垈里および葛峴里・新村里の各一部が合併し、光明労働者区が発足。(1邑1労働者区17里)
- 1982年 - 青龍里が鳳山郡に編入。(1邑1労働者区16里)
- 1985年 - 金大里の一部が麟山郡上下里に編入。(1邑1労働者区16里)
- 1989年 - 妙松里が鳳山郡に編入。(1邑1労働者区15里)

## 行政区画
銀波郡は1邑1労働者区15里からなる。
| - 銀波邑 - 은파읍【銀波邑】 （ウンパウプ） - 光明労働者区 - 광명로동자구【光明勞動者區】 （クァンミョンノドンジャグ） - 葛峴里 - 갈현리【葛峴里】 （カリョンニ） - 江安里 - 강안리【江安里】 （カンアンニ） - 亀蓮里 - 구련리【龜蓮里】 （クリョンニ） - 金大里 - 금대리【金大里】 （クムデリ） - 岐山里 - 기산리【岐山里】 （キサンニ） - 大青里 - 대청리【大靑里】 （テチョンニ） - 礼老里 - 례로리【禮老里】 （リェロリ） | - 柳亭里 - 류정리【柳亭里】 （リュジョンニ） - 墨川里 - 묵천리【墨川里】 （ムクチョンニ） - 新村里 - 신촌리【新村里】 （シンチョンニ） - 養洞里 - 양동리【養洞里】 （ヤンドンニ） - 玉峴里 - 옥현리【玉峴里】 （オッキョンニ） - 赤城里 - 적성리【赤城里】 （チョクソンニ） - 銭山里 - 전산리【錢山里】 （チョンサンニ） - 楚邱里 - 초구리【楚邱里】 （チョグリ） |

## 交通

### 鉄道
- 黄海青年線
  - 銀波駅 - 墨川駅 - 御史駅
- 殷栗線
  - 銀波駅 - 養洞駅

沙里院（沙里院青年駅）から海州（海州青年駅）に向かう黄海青年線が郡内を縦断しており、銀波駅からは西へ殷栗に向かう殷栗線が分岐している。